# Differenza di fuso orario
La differenza di fuso orario, scarto di fuso orario o (in inglese) time offset è la differenza di ora che intercorre tra un fuso orario e un altro (solitamente quello che passa da Greenwich).

## Definizione internazionale
La differenza di fuso orario è definita da una convenzione internazionale ed è il numero di ore e minuti di scarto rispetto all'UTC (corrispondente all'incirca all'ora solare di Greenwich, GMT). In numerosi fusi orari si usano due scarti, uno per l'ora legale e uno per l'ora solare.